# Caracarà crestat septentrional
El caracarà crestat septentrional (Caracara cheriway; syn: Caracara plancus cheriway) és un tàxon d'ocell de la família dels falcònids (Falconidae). Es troba a l'Àmèrica Central i Amèrica del Sud. El seu estat de conservació es considera de risc mínim.

## Taxonomia
Segons la classificació del Congrés Ornitològic Internacional (versió 12.2, 2022) el caracarà crestat (Caracara plancus) compta amb dos subespècies:
- Caracara plancus plancus
- Caracara plancus cheriway

Tanmateix, altres obres taxonòmiques, com el Handook of the Birds of the World i la quarta versió de la BirdLife International Checklist of the birds of the world (Desembre 2019), consideren que aquestes dos subespècies constitueixen, de fet, dos espècies diferents. Segons aquest criteri hi hauria:
- Caracarà crestat meridional[5] (Caracara plancus) - Stricto sensu
- Caracarà crestat septentrional[1] (Caracara cheriway)

## Descripció
- Rapinyaire de bona grandària, amb uns 55 cm de llargària, essent la femella major que el mascle.
- Gran cap amb corona i cresta negra.
- Coll i potes llargues. Ales llargues i arrodonides.
- Color general bru fosc, amb gola i coll blanc. Pit i dors blanc amb fines barres fosques.
- Bec blau i a continuació una zona de pell facial nua de color vermell.
- Ampla banda fosca al final de la cua.
- Pegats blancs als extrems de les ales, visibles en vol.[6]

## Hàbitat i distribució
Habita sabanes, praderies i garrigues d'ambdues Amèriques, a Florida, Cuba i l'Illa de la Juventud, i des de Baixa Califòrnia, sud d'Arizona, Sonora i Louisiana, cap al sud, a través d'Amèrica Central fins a Panamà, i en Amèrica del Sud a Colòmbia, Veneçuela, Trinitat i Guaiana, cap al sud fins al nord del Perú, est de l'Equador i nord del Brasil.